# Nội thân vương Kaoruko
Nội thân vương Kaoruko (馨子内親王 Kaoruko-naishinno, 1029–1093), còn được gọi là Saien-no Kogo (西院皇后 (Tây viện hoàng hậu)), là hoàng hậu (chūgū) của Thiên hoàng Go-Sanjō.
Bà là con gái của Thiên hoàng Go-Ichijō, làm nữ tư tế Saiin từ năm 1032 đến năm 1036. Bà kết hôn với em họ của mình vào năm 1051; năm 1068, Thiên hoàng Go-Sanjō đăng cơ, phong bà làm hoàng hậu. Bà không có con.
Sau khi chồng bà, Thiên hoàng Go-Sanjō qua đời năm 1073, bà trở thành một nữ tu Phật giáo dưới tên Saiin-no Kōgō (西院皇后).